# Burgruine Straßberg
Die Burgruine Straßberg befindet sich im Südtiroler Teil des Wipptals in Italien. Die nächstgelegene Ortschaft ist Ried, eine Fraktion von Sterzing, dessen Stadtzentrum einige Kilometer südlich liegt. Die Höhenburg nimmt einen schmalen, kaum geschützten Hügel an der Ostseite des Tals ein, wo sie die alte Straße über den Brenner bewachte.

## Geschichte
Die Burg wurde – dies legen historische und bauanalytische Kriterien nahe – vermutlich in der Zeit zwischen 1263 und 1280 errichtet, dem Jahr der ersturkundlichen Erwähnung als Strazperch. Die Anlage war in den ersten Jahren ihres Bestehens ein Lehen der Bischöfe von Brixen und kam als solches in Tiroler Landesbesitz. Die Landesfürsten übergaben das Gebäude wiederum an verschiedene Familien, darunter etwa die Freundsberg und die Fugger. Bis in das 16. Jahrhundert diente Straßberg als Gerichtssitz, anschließend verlor es an Bedeutung. 1939/40 wurden Teile der Burganlage untertunnelt und als Sperrwerk Nr. 19 des Alpenwalls genutzt. 1971 erfolgte eine Restaurierung der erhaltenen Teile der Burg, 1986 deren Unterschutzstellung als Baudenkmal.
Einen guten Erhaltungszustand weisen der Torturm, der Bergfried und Abschnitte der Ringmauer auf. Teile der Burg werden von einem landwirtschaftlichen Betrieb genutzt.
Das Schloss befindet sich in Privatbesitz. Besichtigungen sind in Absprache mit dem Besitzer möglich.